# Жанна (альбом)
«Жанна» — единственный сольный студийный альбом российской певицы Жанны Фриске. Альбом был выпущен на лейбле CD Land 4 октября 2005 года, а 8 сентября 2006 года был переиздан с включением сингла «Мама Мария», а также видеоклипов на песни «Ла-ла-ла» и «Где-то летом». Запись альбома проходила в течение трех лет, с 2003 по 2005 годы. Продюсерами пластинки выступили Андрей Грозный и Сергей Харута.

## Об альбоме
Жанна Фриске начала работу над альбомом после того как покинула на пике популярности женскую поп-группу «Блестящие» в сентябре 2003 года. До того как покинуть коллектив, летом 2001 года, Фриске уже успела записать первую сольную песню и презентовать на неё музыкальное видео. Клип был снят на песню «Лечу в темноту», автором музыки которой выступил Андрей Грозный, а автором текста — Татьяна Иванова. Видеоклип был снят режиссёром Романом Прыгуновым, который позже также снял видео на синглы «Ла-ла-ла» и «Где-то летом».
Именно песня «Лечу в темноту» должна была стать первым официальным синглом в поддержку будущего альбома, но осенью 2004 года было решено выпустить композицию «Ла-ла-ла» в качестве первого сингла в поддержку альбома. Трек был написан известным российским певцом Андреем Губиным. Песня пользовалась невероятным успехом в 2005 году: композиция смогла достичь третьего места в российском радиочарте «Tophit» и продержаться две недели в тройке, а также стать одним из главных хитов лета 2005 года, принося первый значительных сольный успех певице. Также сингл «Ла-ла-ла» продержался рекордный срок в сотне лучших в то время — 45 недель.
Ближе к лету 2005 года вышел второй сингл в поддержку альбома — трек под названием «Где-то летом». Песня оправдала ожидания и смогла добраться до второго места в российском радиочарте, превзойдя таким образом успех летнего хита «Ла-ла-ла», а снятый видеоклип к песне только закрепил признание публики и статус популярности Жанны Фриске.
В оригинальное издание альбома «Жанна» вошло 9 оригинальных треков и 4 ремикса, среди которых официальный ремикс на хит «Ла-ла-ла» от DJ Грува. Позже в радиоротацию вошёл трек «На губах кусочки льда», которому удалось достичь 27-го места в общем радиочарте стран СНГ.
28 апреля 2006 года был издан трек певицы «Мама Мария», автором которого является Андрей Губин. Музыкант подарил песню Фриске несмотря на то, что композиция ранее выпускалась на различных музыкальных сборниках звукозаписывающих лейблов в его исполнении. В честь этой песни и благодаря её успеху Фриске переиздала альбом 8 сентября 2006 года с обновленной обложкой и добавлением официальных видеоклипов на песни «Ла-ла-ла» и «Где-то летом».

## Критика
Алексей Мажаев одним из главных достоинств альбома назвал откровенные наряды и внешность Жанны Фриске, при этом, однако, отметив мощный хитовый потенциал песни Андрея Губина «Ла-ла-ла» и песни братьев Йохансон «Где-то летом». Остальные треки, написанные штатным автором «Блестящих» Андреем Грозным рецензент счёл достаточно проходными, а голос исполнительницы, впервые записавшей сольный альбом, оценил как достаточно приятный, хотя и отметил, что без помощи бэк-вокалисток она не обошлась ни в одном треке.

## Список композиций
| №   | Название                                                  | Текст песни             | Музыка                  | Длительность |
| --- | --------------------------------------------------------- | ----------------------- | ----------------------- | ------------ |
| 1.  | «Лечу в темноту»                                          | Татьяна Иванова         | Андрей Грозный (Горзий) | 3:49         |
| 2.  | «Где-то летом»                                            | Татьяна Иванова         | Братья Йохансон         | 3:48         |
| 3.  | «Ты не закрывай своё сердце»                              | Андрей Грозный (Горзий) | Андрей Грозный (Горзий) | 3:54         |
| 4.  | «Ла-ла-ла»                                                | Андрей Губин            | Андрей Губин            | 3:54         |
| 5.  | «Загадаю я»                                               | Татьяна Иванова         | Андрей Грозный (Горзий) | 3:47         |
| 6.  | «На губах кусочки льда»                                   | Татьяна Иванова         | Андрей Грозный (Горзий) | 4:02         |
| 7.  | «Аквамарин»                                               | Татьяна Иванова         | Андрей Грозный (Горзий) | 3:57         |
| 8.  | «Ты - мой снег, ты - мой дождь» (featuring Сергей Мазаев) | Татьяна Иванова         | Андрей Грозный (Горзий) | 3:55         |
| 9.  | «Ты не для меня»                                          | Татьяна Иванова         | Андрей Грозный (Горзий) | 3:56         |
| 10. | «Ты не закрывай своё сердце» (Remix 3)                    | Андрей Грозный (Горзий) | Андрей Грозный (Горзий) | 4:55         |
| 11. | «Ты не закрывай своё сердце» (Remix 2)                    | Андрей Грозный (Горзий) | Андрей Грозный (Горзий) | 4:10         |
| 12. | «Ла-ла-ла» (DJ Groove Remix)                              | Андрей Губин            | Андрей Губин            | 3:02         |
| 13. | «Ла-ла-ла» (Remix)                                        | Андрей Губин            | Андрей Губин            | 3:57         |

| №   | Название                                                  | Автор(ы)                                 | Автор/Режиссёр                           | Длительность |
| --- | --------------------------------------------------------- | ---------------------------------------- | ---------------------------------------- | ------------ |
| 1.  | «Мама Мария»                                              |                                          | Андрей Губин                             | 3:25         |
| 2.  | «Лечу в темноту»                                          |                                          | Андрей Грозный (Горзий), Татьяна Иванова | 3:51         |
| 3.  | «Где-то летом»                                            |                                          | Братья Йохансон, Татьяна Иванова         | 3:48         |
| 4.  | «Ты не закрывай своё сердце»                              |                                          | Андрей Грозный (Горзий)                  | 3:56         |
| 5.  | «Ла-ла-ла»                                                |                                          | Андрей Губин                             | 3:54         |
| 6.  | «Загадаю я»                                               |                                          | Андрей Грозный (Горзий), Татьяна Иванова | 3:48         |
| 7.  | «На губах кусочки льда»                                   |                                          | Андрей Грозный (Горзий), Татьяна Иванова | 4:02         |
| 8.  | «Аквамарин»                                               |                                          | Андрей Грозный (Горзий), Татьяна Иванова | 3:58         |
| 9.  | «Ты - мой снег, ты - мой дождь» (featuring Сергей Мазаев) | Андрей Грозный (Горзий), Татьяна Иванова | Андрей Грозный (Горзий), Татьяна Иванова | 3:54         |
| 10. | «Ты не для меня»                                          |                                          | Андрей Грозный (Горзий), Татьяна Иванова | 3:58         |
| 11. | «Ты не закрывай своё сердце» (Remix 3)                    |                                          | Андрей Грозный (Горзий)                  | 4:54         |
| 12. | «Ты не закрывай своё сердце» (Remix 2)                    |                                          | Андрей Грозный (Горзий)                  | 4:09         |
| 13. | «Ла-ла-ла» (DJ Groove Remix)                              |                                          | Андрей Губин                             | 3:02         |
| 14. | «Ла-ла-ла» (Remix)                                        |                                          | Андрей Губин                             | 3:39         |
| 15. | «Ла-ла-ла» (Видеоклип)                                    |                                          | Роман Прыгунов                           | 3:55         |
| 16. | «Где-то летом» (Видеоклип)                                |                                          | Роман Прыгунов                           | 3:49         |
| 17. | «Ла-ла-ла (Remix)» (Видеоклип)                            |                                          | Роман Прыгунов                           | 3:01         |

## Участники записи альбома
- Запись сделана на студии «G.R.O. STUDIO»
- Музыкальный продюсер: А. Грозный
- Продюсеры проекта: А. Грозный, А. Шлыков, фирма «Би-ЭЛПРО»
- Саунд-продюсеры А. Грозный, Харута
- Аранжировки: А. Грозный, Харута, В. Тюнин, DJ Groove
- Клавишные: А. Грозный, Харута, В. Тюнин
- Гитара: С. Кумин (1, 2, 8)
- Бас-гитара: Д. Симонов
- Флейта: С. Мазаев
- Бэк-вокал: Т. Дольникова, К. Дольникова, А. Шепелевич, О. Федосеева, Р. Сергеева, Харута
- Сведение: В. Николаев (студия «Status music»), И. Смирнов, В. Тюнин
- Мастеринг: Л. Воробьёв (студия «Хранители»)